# An Hòa Hải
An Hòa Hải là một xã thuộc huyện Tuy An, tỉnh Phú Yên, Việt Nam.

## Địa lý
Xã An Hòa Hải nằm ven biển, cách thành phố Tuy Hòa 15 km về phía bắc, có vị trí địa lý:
- Phía đông giáp Biển Đông
- Phía tây giáp xã An Hiệp
- Phía nam giáp xã An Mỹ
- Phía bắc giáp xã An Cư và xã An Ninh Đông.

Xã An Hòa Hải có diện tích 36,31 km², dân số năm 2018 là 15.508 người, mật độ dân số đạt 427 người/km².

## Lịch sử
Địa bàn xã An Hòa Hải trước đây vốn là hai xã An Hòa và An Hải thuộc huyện Tuy An.
Trước khi sáp nhập, xã An Hải có diện tích 14,28 km², dân số là 3.276 người, mật độ dân số đạt 229 người/km². Xã An Hòa có diện tích 22,03 km², dân số là 11.782 người, mật độ dân số đạt 535 người/km², gồm các thôn: Diêm Hội, Hội Sơn, Nhơn Hội, Phú Điềm, Phú Thường, Tân An, Tân Định, Tân Hòa.
Ngày 21 tháng 11 năm 2019, Ủy ban Thường vụ Quốc hội ban hành Nghị quyết số 817/NQ-UBTVQH14 về việc sắp xếp các đơn vị hành chính cấp xã thuộc tỉnh Phú Yên (nghị quyết có hiệu lực từ ngày 1 tháng 1 năm 2020). Theo đó, sáp nhập toàn bộ diện tích và dân số của xã An Hải và xã An Hòa thành xã An Hòa Hải.

## Kinh tế - xã hội
An Hòa Hải là vùng đất đồng bằng xen kẽ những đồi nhỏ, cư dân trong vùng chủ yếu sống bằng sản xuất nông nghiệp, nuôi trồng và đánh bắt thủy sản, đặc biệt là nghề đánh bắt cá ngừ đại dương.
Xã An Hòa Hải nổi tiếng với nước mắm của Làng Yến. Bên cạnh đó còn nổi tiếng với món bánh tráng - thịt heo. Ai đến An Hòa Hải cũng phải biết "Thịt heo, dưa leo, bánh tráng".